# سانغكوليرانغ مانغكاليهات كارست
سانغكوليرانغ مانغكاليهات كارست هي منطقة كارست في كل من سوب كيلاي وبياتان وتاليسايان وباتو بوتيه وبيدوك بيدوك بيراو، والتي تقع في مقاطعة شرق كاليمانتان في جزيرة بورنيو في إندونيسيا. تغطي مساحة 105.000 هكتار، بما في ذلك شبه جزيرة مانغكاليهات.
في مايو 2015 تم ترشيحها لإدراجها في قائمة مواقع التراث العالمي لليونسكو. تم اقتراح لوحات الكهوف داخل الكهوف في سانغكوليرانغ مانغكاليهات كارست وبالإخص في لوبانغ جريجي صالح لتكون حديقة جيولوجية في أبريل 2017. تم البحث في اللوحات على نطاق واسع من قبل قاعة الحفاظ على التراث في إندونيسيا للحفاظ عليها.

## النباتات والحيوانات
تعد المنطقة منبع خمسة أنهار رئيسية في بيراو وشرق كوتاي، وهي نهر تابالار ونهر ليسان ونهر بيساب ونهر بينغالون ونهر كارانغان. توجد آثار قديمة في المنطقة، من بين أشياء أخرى، كالكهوف والنخيل والعظام والأسنان ومخلوقات قديمة. وفقا لنتائج رحلة بيولوجية عام 2004 من قبل منظمة ناتشر كونسارفينسي والمعهد الإندونيسي للعلوم، حددت الرحلة 120 نوعًا من الطيور و200 نوعًا من الحشرات وصرصورًا عملاقًا واحدًا و400 نوعًا من النباتات و50 نوعًا من الأسماك. وفي المنطقة على وجه التحديد وفي جبل بيريون هناك موطن يعتقد أنه موطن إنسان الغاب.